# ميكي مايا
ميكي مايا (باليابانية: 真矢みき) هي ممثلة يابانية، ولدت في 31 يناير 1964 بهيروشيما في اليابان.

## وصلات خارجية
- ميكي مايا على موقع IMDb (الإنجليزية)
- ميكي مايا على موقع ميوزك برينز (الإنجليزية)
- ميكي مايا على موقع قاعدة بيانات الفيلم (الإنجليزية)